# Okhótnitxi
Okhótnitxi (en rus: Охотничий) és un poble del krai de Primórie, a l'Extrem Orient de Rússia, que en el cens del 2010 tenia 14 habitants.